# Volker Kühn (Künstler)
Volker Kühn (* 5. April 1948 in Neuenkirchen bei Bremen; †  29. Oktober 2023) war ein deutscher Künstler.

## Leben
Kühn wurde 1948 in Neuenkirchen geboren und wuchs später in Lilienthal bei Bremen auf. Nach einer Ausbildung zum Tischler in Worpswede studierte er 1968–1972 Bildhauerei an der Bremer Hochschule für Gestaltung bei Gerhart Schreiter. Nach seinem Studium eröffnete Kühn 1972 ein Atelier in Lilienthal. Kinetische Lichtobjekte waren 1973 im Leopold-Hoesch-Museum in Düren und im Kunstverein Unna ausgestellt.
Ab 1976 wandte sich Volker Kühn dem Zeichnen und der Druckgrafik zu. Es entstanden Miniradierungen, die von der Edition & Galerie Lamers in Dortmund verlegt wurden und mit denen er seine Bekanntheit begründete. Nach einer Ausstellungstournee durch Japan suchte er eine neue Herausforderung.
Ab 1986 entwickelte er miniaturisierte, figürliche, dreidimensionale Plastiken, die in vitrinenartige Rahmen eingearbeitet sind. Dargestellt sind Themen des Alltags, die durch satirische Verfremdung den Betrachter humorvoll überraschen. Der Künstler entlarvte dabei Klischeevorstellungen auf ironische Weise und lenkte den Blick auf menschliche Unzulänglichkeiten. Augenzwinkernd und stets versöhnlich versuchte er dabei eine Distanz vom Betrachter zu den eigenen Schwächen, zu Freude, Liebe und dem Streben nach Erfolg zu schaffen. Seine Darstellungen sind nicht hilf- und hoffnungslos; den endgültigen Absturz gibt es nicht. Kühn sagte von sich selbst, dass er ein „hoffnungsloser Optimist“ sei.
Die Bildsprache seiner Werke ist weltweit verständlich, und seine Arbeiten werden international in vielen namhaften Galerien geführt.
Neben der eigenen künstlerischen Tätigkeit betätigte sich Kühn auch als Galerist.
Volker Kühn hat ab Mitte der 1970er Jahre eine der weltweit größten Sammlungen von Elefantenobjekten zusammengetragen. Im April 2005 wurde diese Sammlung zum ersten Mal unter dem Titel „Elefantastic“ im Zoo Zürich einer breiten Öffentlichkeit präsentiert. Die Ausstellung wurde im September 2006 im Bremer AWD-Dome im Rahmen der Verbrauchermesse Hafa gezeigt. Seit dem 10. September 2018 ist dieser Sammlung in Lilienthal ein eigenes Museum gewidmet.

## Ehrungen
1974 erhielt er den Förderpreis des Bremer Senats und 1976 den ersten Preis im Wettbewerb der Bremer Hochschule für Nautik.